# قصة جندي
قصة جندي (بالإنجليزية: A Soldier's Story)‏ هو فيلم دراما تم إنتاجه في الولايات المتحدة وصدر في سنة 1984.

## الميزانية والإيرادات
حقق أرباحا تقدر بـ 21,821,347 دولار.

### ترشيحات وجوائز
| السنة | الحدث  | الفئة     | النتيجة |
| ----- | ------ | --------- | ------- |
|       | أوسكار | أفضل فيلم | ترشـيـح |

## وصلات خارجية
- قصة جندي على موقع IMDb (الإنجليزية)
- قصة جندي على موقع الموسوعة البريطانية (الإنجليزية)
- قصة جندي على موقع روتن توميتوز (الإنجليزية)
- قصة جندي على موقع نتفليكس (الإنجليزية)
- قصة جندي على موقع قاعدة بيانات الأفلام العربية
- قصة جندي على موقع ألو سيني (الفرنسية)
- قصة جندي على موقع Turner Classic Movies (الإنجليزية)
- قصة جندي على موقع أول موفي (الإنجليزية)
- قصة جندي على موقع بوكس أوفيس موجو (الإنجليزية)
- قصة جندي على موقع فيلمافينيتي (الإسبانية)

1. ↑  وصلة مرجع: http://www.imdb.com/title/tt0088146/. الوصول: 3 مايو 2016.
2. 1 2 3 4  وصلة مرجع: http://www.allocine.fr/film/fichefilm_gen_cfilm=20576.html. الوصول: 3 مايو 2016.
3. 1 2  وصلة مرجع: http://www.interfilmes.com/filme_27739_A.Historia.de.um.Soldado-(A.Soldier.s.Story).html. الوصول: 3 مايو 2016.
4. ↑  مذكور في: قاعدة بيانات الأفلام التشيكية السلوفاكية. لغة العمل أو لغة الاسم: التشيكية. تاريخ النشر: 2001.